# Rogas ruspolii
Rogas ruspolii är en stekelart som först beskrevs av Mantero 1904.  Rogas ruspolii ingår i släktet Rogas och familjen bracksteklar. Utöver nominatformen finns också underarten R. r. nigriceps.